# Alpenstrudelwurm
Der Alpenstrudelwurm (Crenobia alpina), auch Alpenplanarie genannt, ist eine vorwiegend in klaren, kalten Bächen lebende, bis gut 1,5 cm lange Art der Strudelwürmer. Sein Verbreitungsgebiet umfasst große Teile Europas und Sibiriens. Es werden eine nordische Unterart Crenobia alpina septentrionalis und eine alpine Unterart Crenobia alpina meridionalis unterschieden. Als Glazialrelikt kommt die Art auch im norddeutschen Tiefland vor, etwa im Herthafließ bei Eberswalde und dem Jasmund-Nationalpark auf Rügen.

## Merkmale
Der Alpenstrudelwurm ist eine vergleichsweise dunkle und schlanke Planarie, die bis 16 mm lang wird. Ihre paarigen Augen liegen relativ nahe beieinander und etwa dreimal so weit vom Vorderende entfernt. Die Anordnung der Augen gilt als Artmerkmal. Sie hat am Vorderende jederseits ein spindelförmiges, aktiv bewegliches Tentakel.
Crenobia alpina lebt quellennah in klaren und kalten Bächen. Der Strudelwurm ist in ungetrübten Oberläufen von Gebirgsbächen mit relativ hoher Fließgeschwindigkeit häufig. Bei genügender Sauerstoffzufuhr kann er sich auch bei mäßigem Grad organischer Verschmutzung stark vermehren. Diese fleischfressende Art erbeutet im Wesentlichen Bachflohkrebse. Sie kann einen Generationswechsel mit ungeschlechtlicher Vermehrung im Sommer sowie geschlechtlicher Vermehrung der Zwitter im Winter wie auch eine der beiden Varianten als Hauptfortpflanzungstechnik aufweisen. So überwiegt in den deutschen Höhenlagen und südlich davon geschlechtliche, in nördlicheren Beständen dagegen ungeschlechtliche Fortpflanzung. Dieser Strudelwurm geht bei Temperaturen um 15 °C und wärmer bald ein, im Falle der nordischen Unterart bereits darunter. Er hält sich auch von saurer Umgebung fern. Er dient unter anderem Steinfliegenlarven als Nahrung.

## Saprobienindex
Der Saprobienindex für diese Art beträgt 1,0.